# Книга родословных графа дона Педру
«Кни́га родосло́вных гра́фа до́на Пе́дру Афо́нсу де Барсе́луш» (порт. Livro de linhagens do Conde D. Pedro Afonso de Barcelos) известная также как «Родосло́вник гра́фа до́на Пе́дру» (порт. Nobiliário do conde D. Pedro), «Родосло́вник Ажу́ды» или «Ажу́дский родосло́вник» (порт. Nobiliário da Ajuda) — труд по генеалогии, составленный на галисийско-португальском языке под руководством Педру Афонсу, графа де Барселуш между 1340 и 1344 годами. Название «Родословник графа дона Педру» получено в XVI веке, а «Родословник Ажуды» — с 1832 года по месту хранения во дворце Ажуда. Этот известный под разными названиями труд считается также историографическим и литературным источником. Включает происхождения знатных родов королевств Кастилии, Галисии, Леона, Португалии, то есть родословия всех династических фамилий Пиренейского полуострова, ведущих своё происхождение от вестготов. Оригинал рукописи неизвестен. Труд Педру Афонсу сохранился в поздних редакциях дополненных списков и является одним из трёх главных источников для последующих родословных книг Пиренейского полуострова.

## Три книги родословных
«Книга родословных графа дона Педру» принадлежит к числу трёх наиболее древних источников по истории иберийских родов, составленных в различные временные периоды между XIII и XIV веками. Оригинал первого из них, «Древней книги родословных» (Livro Velho de Linhagens), составлялся в XIII веке, но не сохранился, претерпев две фазы дополнений, первая из которых происходила в 1270-х годах одновременно с созданием «Первой португальской хроники» (Primeira Crónica Portuguesa), а вторая началась после 1282 года. Два другие основные генеалогические источники были составлены во второй четверти XIV века. «Книга Деана» (Livro do Deão) датируется 1343 годом, но приводимые в ней родословные данные указывают на период создания 1337—1340 годов. Луиш Филипе Линдлей Синтра (Luís Filipe Lindley Cintra) сделал вывод, что редакция «Книги родословных дона Педру» была завершена до появления «Общей хроники Испании 1344 года», проходила в 1340—1344 годах, но эта изначальная рукопись была утрачена.

## Труд графа де Барселуш
После того, как в 1832 году манускрипт перенесли на хранение во дворец Ажуда, он стал именоваться «Родословник Ажуда». Наряду с этим исследователи употребляют также указанные выше названия. Наиболее древняя рукопись книги родословий графа де Барселуш составляет первую часть ажудского кодекса и занимает его первые 39 фолио. Во второй части кодекса представлен более ранний манускрипт «Песенника Ажуда», начинающийся с 41 листа, и столь странный порядок составления приводил в удивление лорда Чарльза Стюарта, барона де Ротсей ещё в 1823 году.
«Книга родословных графа дона Педру» содержит более древние фрагменты, чем созданные до неё два другие источника по генеалогии, поскольку они в большей мере подверглись позднейшим обработкам и обновлениям. Но уже после окончания составления, ещё при жизни графа де Барселуш, его труд начал дополняться новыми данными. Так «Пролог» мог быть добавлен после 28 февраля 1348 года, то есть даты провозглашения El ordenamiento de leyes que d. Alfonso XI hizo en las Cortes de Alcalá de Henares el año de 1348 кастильским королём Альфонсо XI, но этот закон не мог быть источником при составлении основного текста труда. В прологе повествование ведётся от первого лица: «<…> я, граф дон Педру, сын благородного короля Диниша», — поясняющего замысел создания книги «установлением любви и дружбы среди всех благородных феодалов Испании», где под Испанией подразумевается не общеизвестное в настоящее время название страны, а весь Пиренейский полуостров, включая Лузитанию (Португалию). Граф де Барселуш ратует за дружбу бедных и богатых, выступает против утраты юридической автономии знати, заявленной в Ordenamiento de Alcalá.
Помимо Нового Завета и трудов Аристотеля источниками в работе служили законодательные документы Кастилии: Fuero Real, Partida IV и Partida VII из уложения Siete Partidas Альфонсо X Мудрого, Ordenamiento de Nájera.
Современные исследователи пытаются определить позднейшие наслоения текстов. В 2006 году вышла публикация наиболее древнего фрагмента оригинала труда графа де Барселуш, представленного рукописью «Родословника Ажуды». Данный источник испытал две значительные редакции текста: первая состоялась в 1360—1365 годах по обновлению родословных, вторая проходила в 1380—1383 годах и носила «литературный» характер. 
Родословные книги Средних веков характеризуются гибридностью текстов. когда наряду с собственно описаниями генеалогий в них присутствуют отрывки повествовательного характера, родственного легендам и мифам. Посему, с одной стороны, эти тексты ценны для медиевистов с точки зрения генеалогии и историографии (фамилии, титулы, родство, браки и наследование; упоминания владений укреплявшейся знати в её противопоставлении власти пиренейских монархов, в частности, после смерти Диниша I), с другой же — особенный стиль содержащихся в книге «литературных текстов» важен для литературоведов, а с третьей — источник представляет большой интерес для филологов при изучении истории так называемого галисийско-португальского языка, от которого, как принято считать, произошли галисийский и португальский языки. Разделы XI и XXI содержат генеалогические легенды «Дама Козья Ножка» (в XIX веке обработана Алешандре Эркулану и вошла в сборник «Легенды и повести» практически под тем же названием (A Dama do Pé-de-Cabra)), «О Гайе» (De Gaia), «Король Рамиру» (Rei Ramiro) и эпизод о битве при Саладо. Размещение последнего эпизода в теле труда дало основания для предположений об участии графа де Барселуш в том сражении.
Без ссылок на «Книгу родословных графа дона Педру» не обходилось ни одно солидное исследование по генеалогии Пиренейского полуострова. А. К. де Соза, автор фундаментального 12-томного исследования «Генеалогическая история Португальского королевского дома» (História Genealógica da Casa Real Portuguesa, 1735—1748) весьма положительно отзывался о «Книге родословных», уделил более 10 страниц своего труда описанию её основательности и истории редакций, упоминал чрезвычайную скромность графа де Барселуш при составлении книги.

## Рукописи
- Conde D. Pedro Afonso de Barcelos. Nobiliário do conde D. Pedro (порт.). Arquivo Nacional Torre do Tombo. DGARQ - Direcção-Geral de Arquivos. Дата обращения: 8 апреля 2018. Архивировано 21 августа 2018 года.

## Издания
- Brocardo, Maria Teresa. Livro de Linhagens do Conde D. Pedro. Edição do fragmento manuscrito da Biblioteca da Ajuda (século XIV) (порт.) / Edição de Teresa Brocardo. — ed. 1ª. — Lisboa: Imprensa Nacional – Casa da Moeda, 2006. — 150 p. — ISBN 972-27-1466-X.
- Livro de Linhagens do conde D. Pedro // Livros velhos de linhagens :  [порт.] : in 2 vol. / Edição crítica por Joseph Piel e José Mattoso. — Lisboa : Academia de Ciências de Lisboa, 1980. — Vol. 1. — 397 p. — (Portugaliae monumenta historica, Nova Série).